# Bossière (Mettet)
Pour les articles homonymes, voir Bossière.
Bossière est un hameau de la commune belge de Mettet située en Région wallonne dans la province de Namur.
Avant la fusion des communes de 1977, Bossière faisait partie de la commune de Saint-Gérard.

## Situation
Avec Cottapré et Plançon situés plus au nord, Bossière forme une agglomération commune. Saint-Gérard se situe à environ 3,5 km au nord-est et Mettet à environ 4 km au sud-ouest.

## Patrimoine
Le château de Bossière, de style Louis XVI, a été bâti pour la famille de Thomaz à la fin du XVIIIe siècle. La façade principale est symétrique et compte onze travées blanchies  dont la centrale est surmontée d'un fronton aux armes de la famille fondatrice. Le château se complète d'une ferme construite au cours de la première moitié du XIXe siècle formant avec le château une importante cour intérieure pavée. La ferme possède une tour élevée au milieu du XIXe siècle aux armes des de Thomaz percée d'un porche avec arc en plein cintre. Un pont à arche unique du XIXe siècle enjambe la rue du Château pour mener à l'ancien potager ceint d'un haut mur en grès et calcaire. Le château et la ferme sont repris sur la liste du patrimoine immobilier classé de Mettet depuis 1983.
L'église Saint Charles a été bâtie en 1874/1875 par l'architecte Cl. Thiran. Elle se trouve au bout d'une voie sans issue. L'édifice est coiffé d'une flèche octogonale

## Activités
L'école communale de Bossière se trouve à la limite de Bossière et du hameau voisin et contigu de Cottapré.